# Tom Wilkinson
Thomas Geoffrey Wilkinson (n. 5 februarie 1948, Leeds, Anglia, Regatul Unit – d. 30 decembrie 2023, Londra, Anglia, Regatul Unit) a fost un actor britanic.

## Biografia
Tatăl său a fost fermier, iar când el avea doar patru ani s-a mutat împreună cu familia sa în Canada. A revenit ulterior în Anglia natală. A urmat cursurile Universității Kent, acolo unde a făcut parte din trupa de teatru UKCD. Tocmai de aceea și-a continuat cursurile la Academia de Artă Dramatică. A fost căsătorit cu Diana Hardcastle, cu care a avut două fete, adolescentele Alice și Mollie, și au trăit în nordul Londrei.
Și-a făcut debutul la jumătatea anilor 70, în filme de televiziune. A apărut în mai multe astfel de seriale, iar cea mai notabilă a fost mini-seria First Among Equals din 1986. A intrat în atenția presei de specialitate în 1994, odată cu rolul Mr Pecksniff, o adaptare produsă de BBC. A apărut doar în roluri foarte mici în lungmetraje, ca Sense and Sensibility. În 1997 a făcut parte din distribuția filmului The Full Monty. Pentru acest rol a câștigat un premiu BAFTA, iar din acest moment a început să accepte mai multe roluri în filme pentru marele ecran. Au urmat deci rolurile din Oscar and Lucinda, Wilde, Shakespeare in Love și The Patriot. Pentru rolul din In the Bedroom a primit recunoașterea breslei și a criticii de specialitate. De altfel, a fost nominalizat de către Academia de Film la categoria pentru Cel mai bun actor. Au urmat filmele Eternal Sunshine of the Spotless Mind, Normal, The Exorcism of Emily Rose, Batman Begins și Separate Lies.

## Filmografie (selecție)
- Misiune: Imposibilă - Protocolul fantomă (2011)